# Kadiwono
Kadiwono is een bestuurslaag in het regentschap Rembang van de provincie Midden-Java, Indonesië. Kadiwono telt 913 inwoners (volkstelling 2010).